# 3 Brygada WOP
3 Brygada Wojsk Ochrony Pogranicza – zlikwidowany związek taktyczny Wojsk Ochrony Pogranicza pełniący służbę graniczną na granicy polsko-czechosłowackiej.

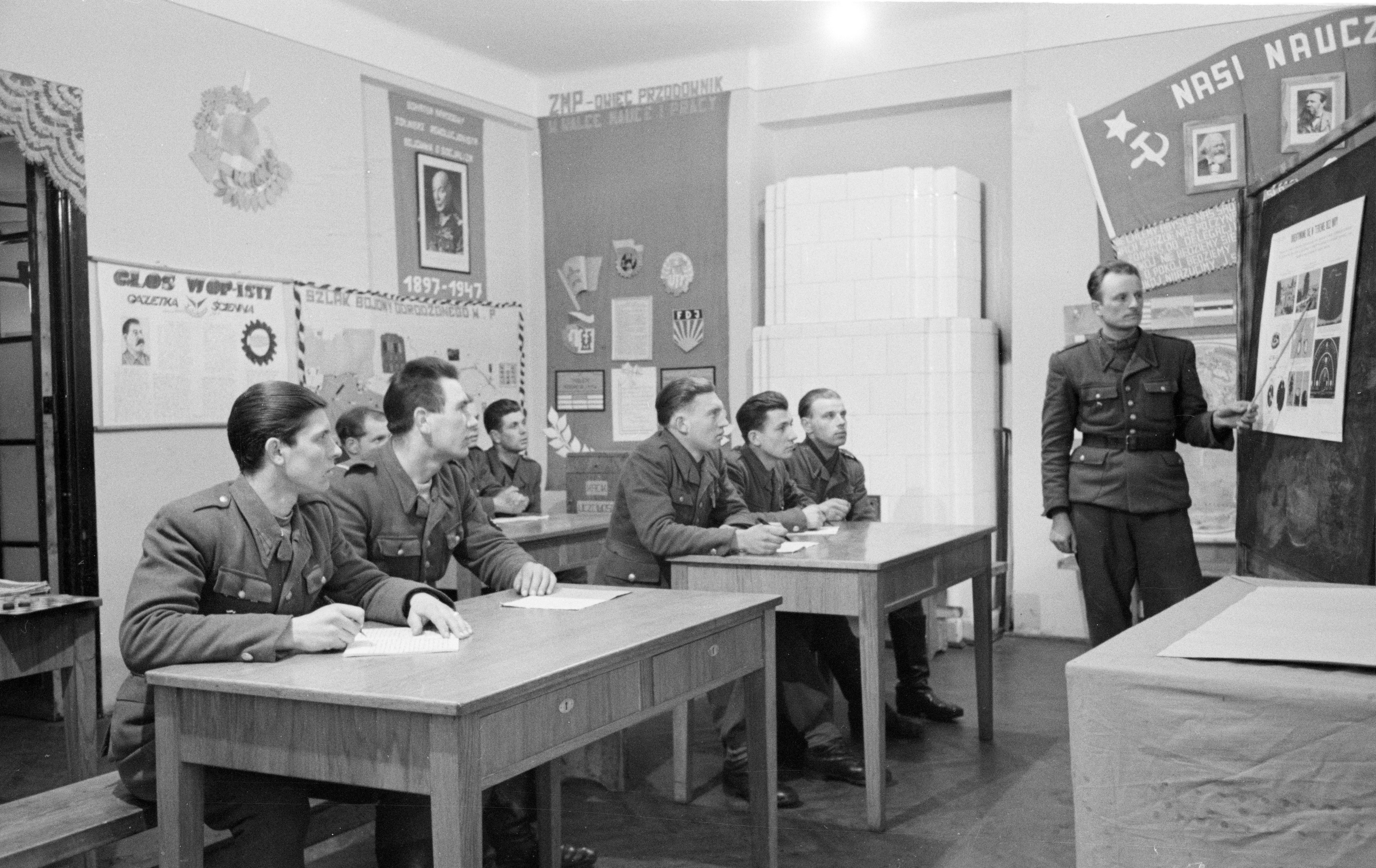
Żołnierze 3 Brygady WOP w trakcie szkolenia z topografii nt. „Orientowanie się w terenie bez mapy“ (1950–1951)

## Formowanie i zmiany organizacyjne
3 Brygada Wojsk Ochrony Pogranicza JW 2308 sformowana 1 stycznia 1951 na bazie 19 Brygady Ochrony Pogranicza, na podstawie rozkazu MBP nr 043/org. z 3 czerwca 1950. Nowa numeracja batalionów i brygad weszła w życie z dniem 1 stycznia 1951. Sztab brygady stacjonował w Krakowie.

Zgodnie z etatem czasu „P” nr 352/13, na dzień 1 listopada 1954 brygada liczyła 2394 żołnierzy, a etat czasu „W” nr 0352/10 przewidywał 2929 żołnierzy.
W 1956 przeniesiono brygadę do Nowego Sącza i powiększono odcinek brygady o 264 batalion WOP Baligród (Sanok) z 26 Brygady WOP w Przemyślu i o 41 batalion WOP Ustroń z 4 Brygady WOP. Jednocześnie rozformowano 31 batalion WOP w Nowym Sączu, podporządkowując jego strażnice bezpośrednio brygadzie.
W 1957 rozformowano 33 batalion WOP Czarny Dunajec i 41 batalion WOP Ustroń. Przeformowano 18 strażnic w placówki WOP.

Zgodnie z etatem czasu „P” nr 352/34, na dzień 1 sierpnia 1957 brygada liczyła 2310 żołnierzy, a etat czasu „W” nr 0352/23 przewidywał 3697 żołnierzy.
Rozformowana w 1958. Na jej bazie powstała 3 Karpacka Brygada WOP.

## Skład organizacyjny
W 1951:
- dowództwo, sztab i pododdziały dowodzenia
- 31 batalion WOP – Nowy Sącz
- 32 batalion WOP – Nowy Targ
- 33 batalion WOP – Czarny Dunajec
- 34 batalion WOP – Żywiec.

## Dowódcy brygady
- ppłk Piotr Ragucki
- ppłk Feliks Sikorki
- mjr Zbigniew Furgała
- ppłk Władysław Rybacki.

## Przekształcenia
9 Oddział Ochrony Pogranicza → 9 Krakowski Oddział WOP → 19 Brygada Ochrony Pogranicza → 3 Brygada WOP → 3 Karpacka Brygada WOP → Karpacka Brygada WOP → Karpacki Oddział SG